# پادشاهی حیوانات
پادشاهی حیوانات (به فرانسوی: Le Règne animal) یک فیلم علمی تخیلی-ماجراجویی فرانسوی-بلژیکی محصول سال ۲۰۲۳ به کارگردانی توماس کیلی، نویسندگی کیلی و پائولین مونیر است.
این فیلم اولین بار جهانی خود را به عنوان فیلم افتتاحیه بخش نوعی نگاه در هفتاد و ششمین جشنواره فیلم کن در ۱۷ مه ۲۰۲۳ انجام داد. این فیلم در ۴ اکتبر ۲۰۲۳ در فرانسه اکران شد. در چهل و نهمین دوره جوایز سزار موفق به دریافت ۱۲ نامزدی پیشرو شد.

## داستان
در دنیایی که موجی از جهش‌ها را تحت تأثیر قرار می‌دهد و به تدریج برخی از انسان‌ها را به حیوانات تبدیل می‌کند، فرانسوا هر کاری می‌کند تا همسرش را که تحت تأثیر این وضعیت مرموز قرار گرفته‌است، نجات دهد. همان‌طور که برخی از موجودات در جنگلی در نزدیکی ناپدید می‌شوند، او به همراه امیل، پسر ۱۶ ساله آنها، به جستجویی می‌رود که زندگی آنها را برای همیشه تغییر خواهد داد.

## تولید
فیلمبرداری در می ۲۰۲۲ آغاز شد، هزینه‌های تولید بین ۱۳ تا ۱۵ میلیون یورو برآورد شده‌است.

## بازخوردها
در راتن تومیتوز، این فیلم بر اساس ۱۸ نقد، با میانگین امتیاز ۷٫۱ از ۱۰، ۹۴٪ تأیید شده‌است. در متاکریتیک، این فیلم بر اساس ۵ نقد منتقد، میانگین وزنی امتیاز ۷۰ از ۱۰۰ را دارد که نشان دهنده نقدهای «عموماً مطلوب» است.